# Свіхюм
Свіхюм (нід. Swichum) — село в нідерландській провінції Фрисландія. Входить до муніципалітету Леуварден.
Його площа становить 1,78км², а населення станом на 2021 рік складало 50 осіб.
Перша згадка про населений пункт датується 14-им сторіччям.

## Галерея

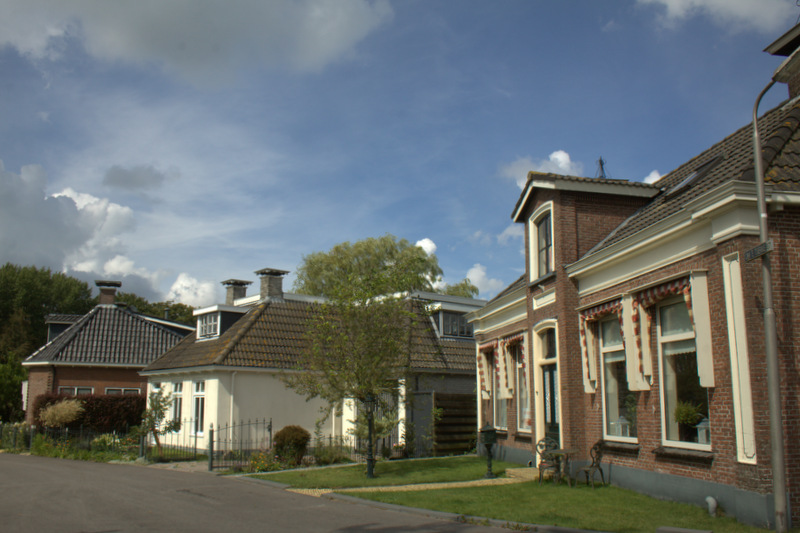
Забудівля Свіхюма
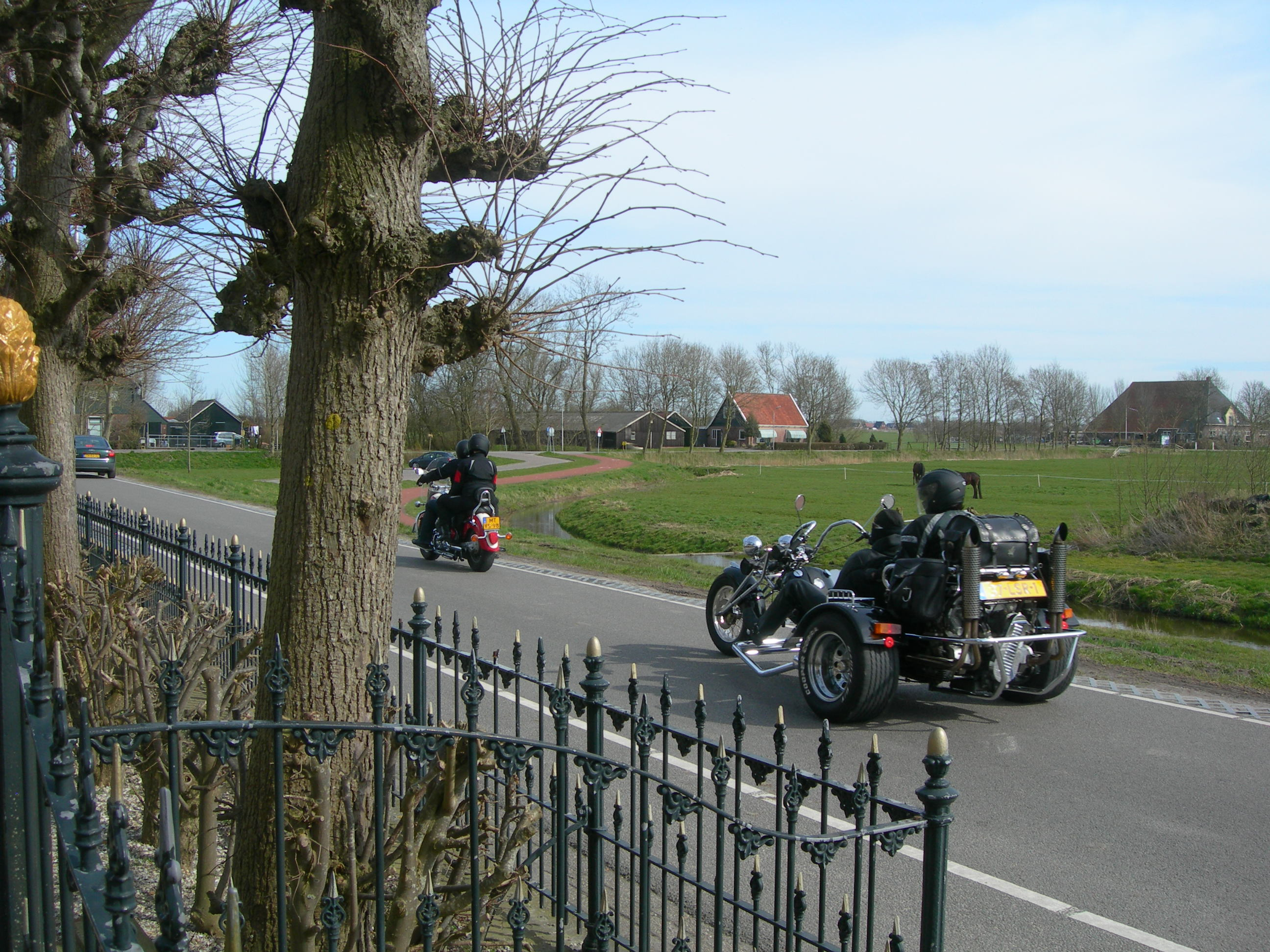
Сільська вулиця
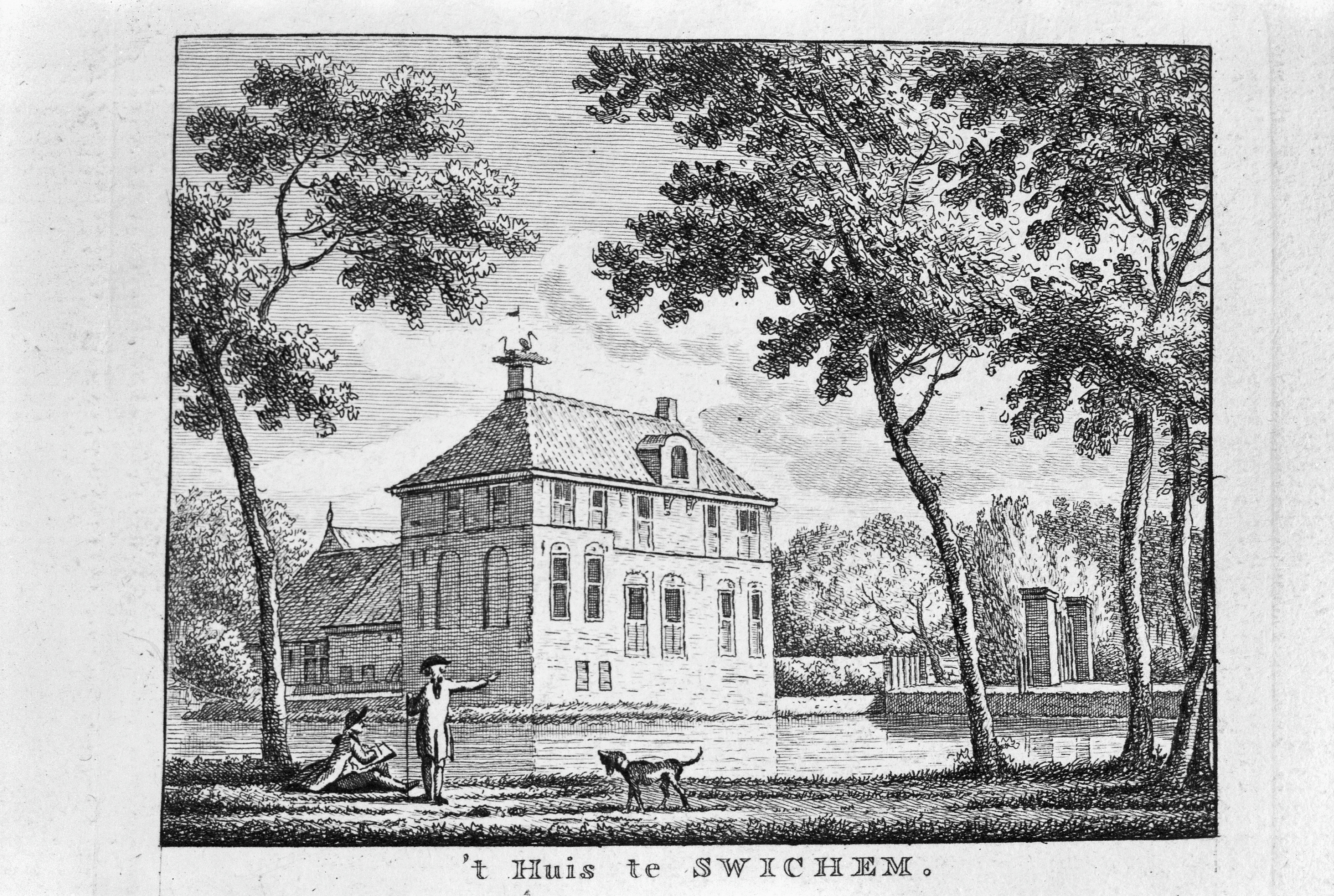
Маєток Свіхюм
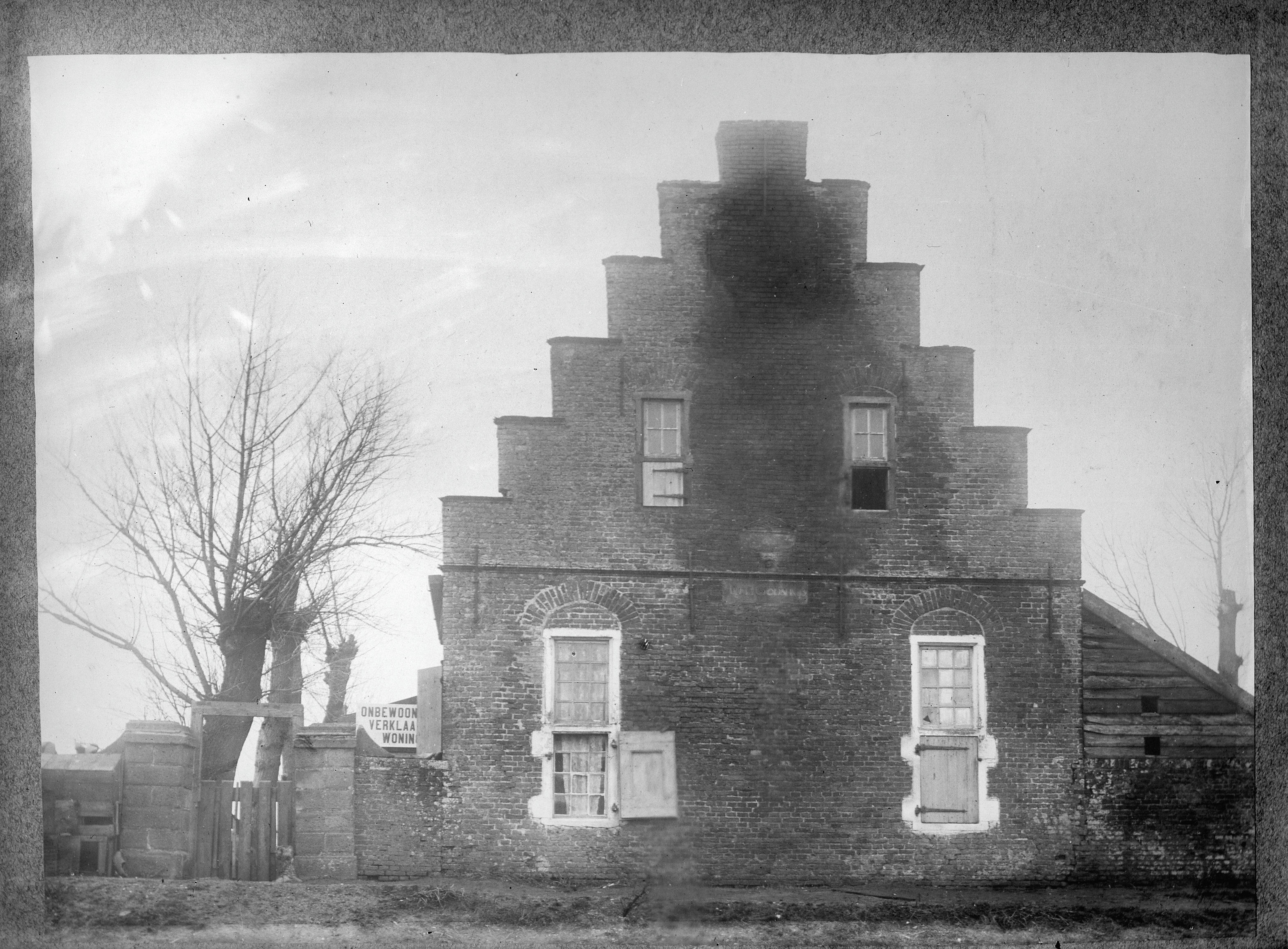
Ферма у селі (1909)